# Ben Hilfenhaus
Benjamin William Hilfenhaus (ur. 25 marca 1983 w Ulverstone) – australijski krykiecista, praworęczny bowler rzucający w stylu swing bowling. W sezonie 2007/08 powołany po raz pierwszy został do szerokiej reprezentacji Australii.
Zadebiutował w lidze australijskiej w 2005 zdobywając w tym roku 39 wicketów przy średniej 30,82 runów za wicket.
Na arenie międzynarodowej debiutował 9 stycznia 2007 w meczu Twenty20 z Anglią, rzucał przez 4 overy zdobywając 2 wickety za 16 runów. 5 dni później zagrał w pierwszym meczu jednodniowym (przeciwko Nowej Zelandii) zdobywając w meczu 1 wicket.
6 lutego 2007 otrzymał nagrodę im. Dona Bradmana dla najlepszego młodego gracza, w głosowaniu zdobył 97 głosów wyraźnie wygrywając z innymi mianowanymi do tej nagrody Cullene Baileyem (11 głosów) i Edwardem Cowanem (6 głosów). W sezonie 2006 był wiodącym zdobywcą wicketów w lidze australijskiej, w 23 meczach zdobył 75 wicketów przy średniej 25,17 runa za wicket.
Dokładny i celny styl rzucania Hilfenhausa porównywany jest do stylu jednego z najlepszych bowlerów w historii krykieta Glenna McGratha.